# Линд (Родос)
Линд или Линдос (греч. Λίνδος) — один из важнейших городов античного Родоса, располагавшийся на восточном побережье острова на территории современного города Линдос.

## Возникновение
Древний Линдос, существовавший на месте современного Линдоса «на склоне холма, обращённого к югу и Александрии» (Страбон), судя по всему, был основан финикийцами. Когда затем на Родос прибыли (или вернулись) критяне, они принесли с собой минойскую культуру и основали, вероятно, первое святилище в Линдосе, посвящённое критской хтонической "богине со змеям"и. Впоследствии этот культ трансформировался в культ Афины Линдийской, храм которой занимал центральное положение в акрополе Линдоса. Строительство святилища приписывается Данаю или его дочерям во время их бегства из Египта.
Около 1400 года до н. э. крито-минойская культура на Родосе была вытеснена микенской цивилизацией, что было связано с приходом на остров ахейцев. Два века спустя ахейцев с Родоса вытеснили дорийцы, с приходом которых и связывается возникновение собственно города Линдос в центре восточного побережья Родоса.

## История

Античная статуэтка льва из Линдоса

В каталоге кораблей в «Илиаде» Гомера говорится, что Линд вместе с двумя другими родосскими городами, Ялисом и Камиром, принимал участие в войне против Трои. В X—VII веках до н. э. Линдос вместе с другими ведущими родосскими городами Ялисом и Камиром активно занимался колонизацией побережий Анатолии, Сицилии, Галлии и Иберии. В частности, согласно Страбону, малоазийский город Солы был основан родосцами из Линдоса, а существовавший в Линдосе культ Артемиды Пергийской свидетельствует о связи города с памфилийской Пергией.
В VIII веке до н. э. на руинах древнего святилища крито-минойской хтонической "богини со змеям"и в акрополе Линдоса был возведён храм Афины Линдийской. О самом акрополе говорили, что своей красотой он уступает лишь афинскому акрополю. В период сорокалетнего правления в Линдосе тирана Клеобула (570—530 гг. до н. э.) было много сделано для развития и благоустройства города, в частности, был построен водопровод, частично функционирующий до сих пор, и около 550 года до н. э. был реконструирован храм Афины Линдийской (для целей благоустройства города Клеобул ввёл специальный налог). При Клеобуле линдийцы на какое то время завоевали Ликию. При этом Линд занимал доминирующее положение в экономике Родоса, с VI века до н. э. начав чеканить собственную монету с изображением льва по финикийскому образцу. Активно распространялся культ Афины Линдийской в родосских колониях (известно, что даже царь Египта Амасис II присылал ей дары).
Рост экономики родосских городов-государств привёл к их объединению в религиозно-политический союз, получивший название Дорийского Гексаполиса (Шестиградья). Кроме Линда в союз вошли города Ялис, Камир, Кос, Книд и Галикарнас. Процветание союза прекратилось с персидским завоеванием Ионии в VI—V веках до н. э. После неудачной осады Линдоса персидским полководцем Датисом в 491 году до н. э. Родосу удалось отстоять свою независимость от Персидской империи.
Бурный V век до н. э. привёл родосцев и, в том числе, жителей Линдоса к идее осуществления синойкизма, главным выразителем которой стал Дорией, сын Диагора. В 411 году до н. э. было заключено соглашение об объединении родосских городов-государств и основании единой столицы острова. В 408 году до н. э. началось строительство столицы, получившей название Родос. После объединения острова вокруг города Родос в 406—405 годах до н. э. большая часть населения и общее правительство перебрались в новый город. Однако Линд, хотя и утратил своё политическое значение, остался главным религиозным центром острова, ибо в нём находились два древних и очень почитаемых святилища — храмы Афины Линдийской и Геракла. Храм Геракла был примечателен, согласно Лактанцию (1.31), из-за бранного и оскорбительного языка, с которым совершалось богослужение. В этом храме хранилась картина с изображением Геракла работы Парразия, а Линд, по-видимому, обладал ещё несколькими его картинами.
В 342 году до н. э. в Линдосе случился страшный пожар, в котором полностью погиб храм Афины Линдийской. Вскоре храм был отстроен заново и сохранившиеся до наших дней руины размером 22 на 8 метров относятся именно к новому храмовому строению 2-й половины IV века до н. э. Объектом поклонения в новом храме была величественная мраморная статуя Афины, украшенная золотом и слоновой костью. В левой руке богиня держала щит, в правой — чашу. Впоследствии эта статуя была вывезена римлянами в Константинополь, где украсила новое здание сената, возведённое Константином Великим на площади Августион (здание сгорело в 404 году).
В IV века до Линдоса дошли законы императора Феодосия I о запрете языческих культов (381—385 годы). Жрецы храма Афины Линдийской отказались подчиниться закону и продолжили службу, за что и были казнены — с этого момента храм прекратил своё действие (в период нахождения Родоса в составе Итальянского королевства (1912—1943 годы) некоторые здания акрополя Линдоса были частично реконструированы, в том числе и храм Афины Линдийской).